# Walentin Moskalenko
Walentin Iwanowicz Moskalenko (ros. Валентин Иванович Москаленко, ur. 24 kwietnia 1908 w Smile, zm. w kwietniu 1984 w Moskwie) – funkcjonariusz radzieckich służb specjalnych, minister spraw wewnętrznych Estońskiej SRR (1953), minister bezpieczeństwa państwowego Estońskiej SRR (1950–53).

## Życiorys
Od sierpnia 1925 do sierpnia 1928 był kursantem szkoły wojskowej w Charkowie, od sierpnia 1928 do sierpnia 1930 pracował w okręgowym oddziale GPU w Białej Cerkwi, od sierpnia 1930 do maja 1933 był pełnomocnikiem operacyjnym rejonowego oddziału GPU w obwodzie kijowskim, a od maja do listopada 1933 –pełnomocnikiem operacyjnym kijowskiego obwodowego oddziału GPU. Od listopada 1933 do lutego 1935 był zastępcą szefa stanicy maszynowo-traktorowej ds. pracy OGPU/NKWD w obwodzie donieckim, od lutego do października 1935 szefem rejonowego oddziału NKWD w Troicku, a od października 1935 do października 1936 szefem mało-swiatowskiego rejonowego oddziału NKWD w obwodzie donieckim, 22 marca 1936 otrzymał stopień młodszego porucznika bezpieczeństwa państwowego. Od października 1936 do sierpnia 1938 był szefem Wydziału Tajno-Politycznego Miejskiego Oddziału NKWD w Mariupolu, od sierpnia 1938 do lipca 1939 szefem Miejskiego Oddziału NKWD w Makiejewce, od 22 czerwca 1939 w stopniu porucznika bezpieczeństwa państwowego, od lipca do września 1939 był szefem Wydziału II Zarządu Bezpieczeństwa Państwowego (UGB) Zarządu NKWD obwodu stalińskiego (donieckiego). Następnie został zastępcą szefa grupy operacyjnej NKWD Ukraińskiej SRR, od kwietnia 1940 do marca 1941 był szefem Wydziału Ekonomicznego Zarządu NKWD obwodu wołyńskiego, a od kwietnia do lipca 1941 zastępcą szefa Zarządu NKGB obwodu rówieńskiego, 28 kwietnia 1941 został awansowany na starszego porucznika bezpieczeństwa państwowego.
Od lipca do października 1941 był szefem Wojsk NKWD 12 Armii Frontu Południowo-Zachodniego, następnie zastępcą szefa Wydziału Specjalnego NKWD 6 Armii Saperskiej Frontu Woroneskiego, a od września 1942 do listopada 1943 szefem Wydziału NKWD/Wydziału II Zarządu Kontrwywiadu Ludowego Komisariatu Obrony Frontu Woroneskiego/1 Frontu Ukraińskiego, 16 października 1942 został mianowany kapitanem bezpieczeństwa państwowego, a 11 lutego 1943 podpułkownikiem. Od listopada 1943 do marca 1945 był szefem Wydziału Kontrwywiadu Ludowego Komisariatu Obrony 38 Armii, od 21 lutego 1944 w stopniu pułkownika, od marca do września 1945 kierował Wydziałem Kontrwywiadu 49 Armii, od września 1945 do października 1946 był szefem Wydziału Zarządu Kontrwywiadu Ludowego Komisariatu Obrony/MGB Kijowskiego Okręgu Wojskowego. Od 21 października 1946 do 28 stycznia 1950 był szefem Zarządu MGB obwodu czytyjskiego, od 20 lutego 1950 do 27 kwietnia 1950 ministrem bezpieczeństwa państwowego Estońskiej SRR, jednocześnie od 1 lipca 1950 do 20 sierpnia 1953 członkiem Biura KC Komunistycznej Partii (bolszewików) Estonii/Komunistycznej Partii Estonii, a od 27 kwietnia do 29 maja 1953 ministrem spraw wewnętrznych Estońskiej SRR. Od maja 1953 do marca 1956 był zastępcą szefa Zarządu MWD obwodu moskiewskiego, od kwietnia 1956 do listopada 1958 na emeryturze, później pracował w komitecie wykonawczym moskiewskiej rady miejskiej m.in. jako inspektor zarządu ochrony, w czerwcu 1968 przeszedł na emeryturę.

## Odznaczenia
- Order Lenina (dwukrotnie - 20 lipca 1950 i 1 czerwca 1951)
- Order Czerwonego Sztandaru (trzykrotnie - 10 stycznia 1944, 31 maja 1945 i 6 maja 1946)
- Order Wojny Ojczyźnianej I klasy (23 maja 1945)
- Order Wojny Ojczyźnianej II klasy (1943)
- Order Czerwonej Gwiazdy (dwukrotnie - 17 marca 1943 i 3 listopada 1944)